# Джорджо Джоббе
Джорджо Джоббе (італ. Giorgio Giobbe; 20 березня 1906, Болонья — 26 липня 1941, Середземне море) — італійський морський офіцер. Проходив службу у Королівських військово-морських силах Італії під час Другої світової війни.

## Біографія
Джорджо Джоббе народився 20 березня 1906 року в Болоньї. У 1927 році закінчив Військово-морську академію в Ліворно, отримавши звання гардемарина.
У 1936 році брав участь в італо-ефіопській війні, і того ж року — в громадянській війні в Іспанії. У 1939 році отримав званні капітана III рангу. Командував міноносцем «Лінче» під час окупації Албанії.
У 1940 році, після вступу Італії у Другу світову війну, командував транспортним кораблем, здійснивши два рейди з військовим спорядженням на острови Егейського моря, за що був нагороджений срібною медаллю «За військову доблесть».
У березні 1941 року увійшов до складу 10-ї флотилії МАС, де приділяв значну увагу розробці та вдосконаленню нових видів зброї та спорядження для спеціальних операцій.
26 липня 1941 року, на борту торпедного човна MAS-451 брав участь в атаці проти Мальти. На зворотному шляху загинув внаслідок кулеметного вогню ворожого літака.
Посмертно нагороджений золотою медаллю «За військову доблесть».

## Нагороди
- Бронзова медаль «За військову доблесть» (двічі)
- Срібна медаль «За військову доблесть»
- Золота медаль «За військову доблесть»

## Вшанування
На честь Джорджо Джоббе планувалось назвати один з есмінців типу «Команданті Медальє д'Оро», але будівництво не було завершене.